# Febrer (pel·lícula)
Febrer és una pel·lícula espanyola del 2006, a cavall entre el drama i el cinema d'autor, dirigida per Sílvia Quer, en el que ha estat el seu debut en el llargmetratge cinematogràfic. El guió és de Lluïsa Cunillé basat en la novel·la Cinc nits de febrer d'Eduard Márquez i Tañá. Ha estat doblada al català. Fou projectada a l'apartat "Noves visions" del Festival Internacional de Cinema Fantàstic de Catalunya.

## Sinopsi
29 de febrer: Lars Belden, venedor de cases per a gent benestant casat i amb un fill, veu com la seva vida es deté aquest dia. Per casualitat llegeix en un diari mentre va en tren la notícia del suïcidi de Sela Huber, la seva antiga promesa. La curiositat i l'amor que encara sent per ella l'arrosseguen a visitar el pis de Sela, del qual encara conserva unes claus. Allí descobrirà que l'estudi, on mai deixava entrar a ningú, està ple de cintes que va gravar sense que ningú ho sabés. Lars s'adona que ella gravava compulsivament tota la seva vida. D'una manera desordenada anirà donant forma a tot el passat d'ella, d'altres persones que es van creuar en la seva vida i d'ell mateix. Tot això, durant tres nits, l'ajudarà a entendre-la a ella i a si mateix i, el més important, per què va acabar la seva relació i per què ell va deixar d'escriure, la seva gran passió.
La pròpia directora va manifestar que l'elecció del 29 de febrer era, per una part, una resposta a la seva obsessió sobre la veritable existència d'aquest dia, i per altra banda a la creença que per començar una nova vida cal destruir l'anterior, malgrat la por a oblidar.

## Repartiment
- Julio Manrique - Lars Belden
- Laura Conejero - Sela Huber
- Mercè Sampietro - Helga
- Adolfo Fernández - Stefan
- Nacho Fresneda - Edmond
- Nilo Mur Zimmerman - Jose
- Celso Bugallo - Vell de l'hotel

## Nominacions
Als V Premis Barcelona de Cinema fou nominada a la millor directora novell i a la millor pel·lícula en versió original catalana, però no en va guanyar cap dels dos premis.